# Pomnik „Rodzina” w Katowicach
Rzeźba Rodzina, Pomnik Rodzina w Katowicach (także jako Pomnik Rodziny) – pomnik, właściwie rzeźba w katowickiej dzielnicy Koszutka, zlokalizowany w zachodniej części placu Grunwaldzkiego, przy skrzyżowaniu ulicy Sokolskiej i ulicy Gustawa Morcinka.
Rzeźba powstała w 1963 roku. Jej autorem jest architekt Jerzy Egon Kwiatkowski. Rzeźba przedstawia trzyosobową rodzinę: rodziców trzymających w górze dziecko. Przed przywróceniem oryginalnego wyglądu pokrycia rzeźby jej faktura i barwa były jednolite (gładka, koloru beżowego). Pierwotną okładzinę z mozaiki zaprojektowała Lidia Kwiatkowska, żona artysty. Przywrócono ją rzeźbie w czerwcu 2016. Renowację wykonała Społeczna Pracownia Mozaiki z Lublina.

## Wygląd rzeźby w 2011

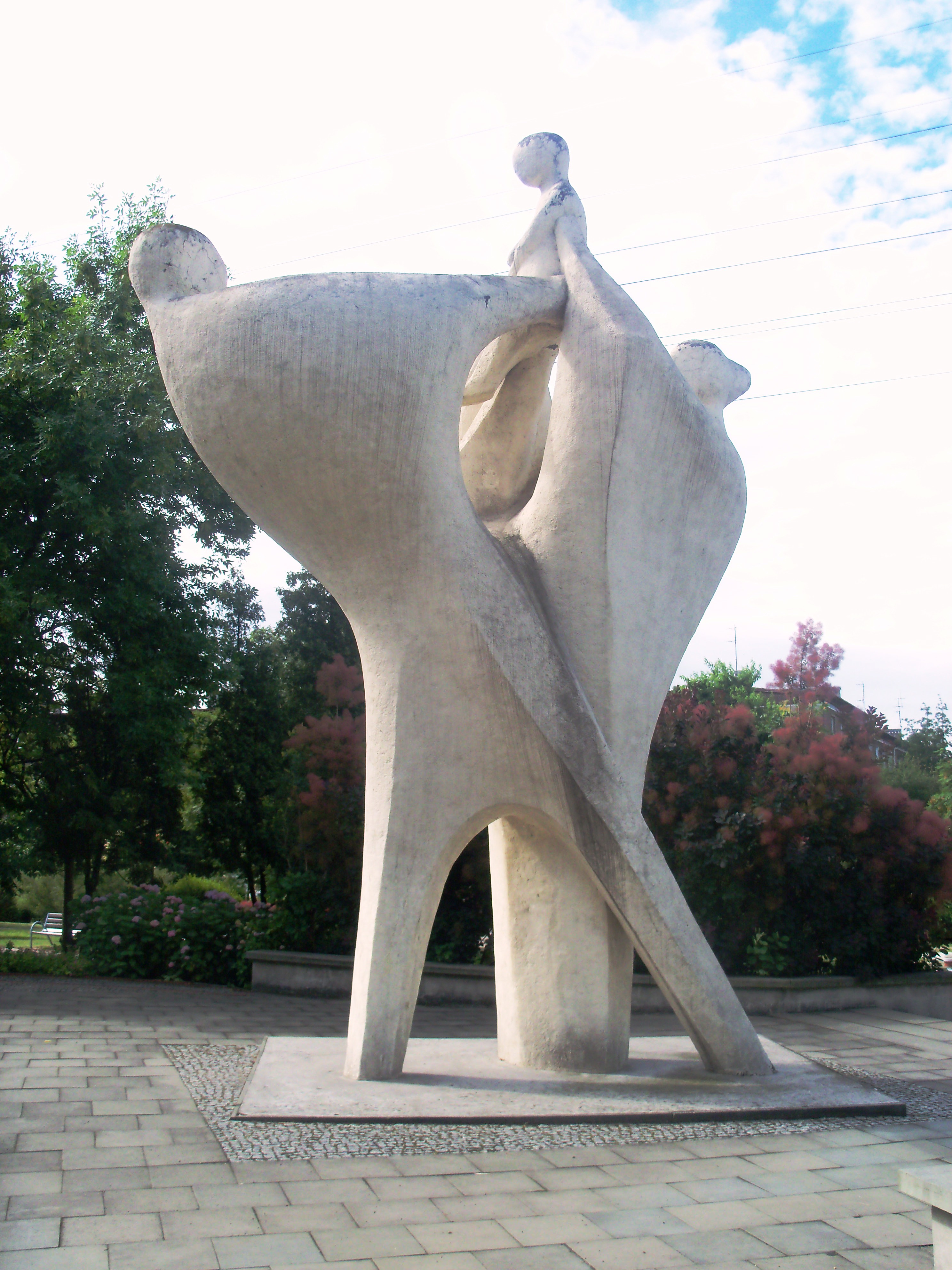
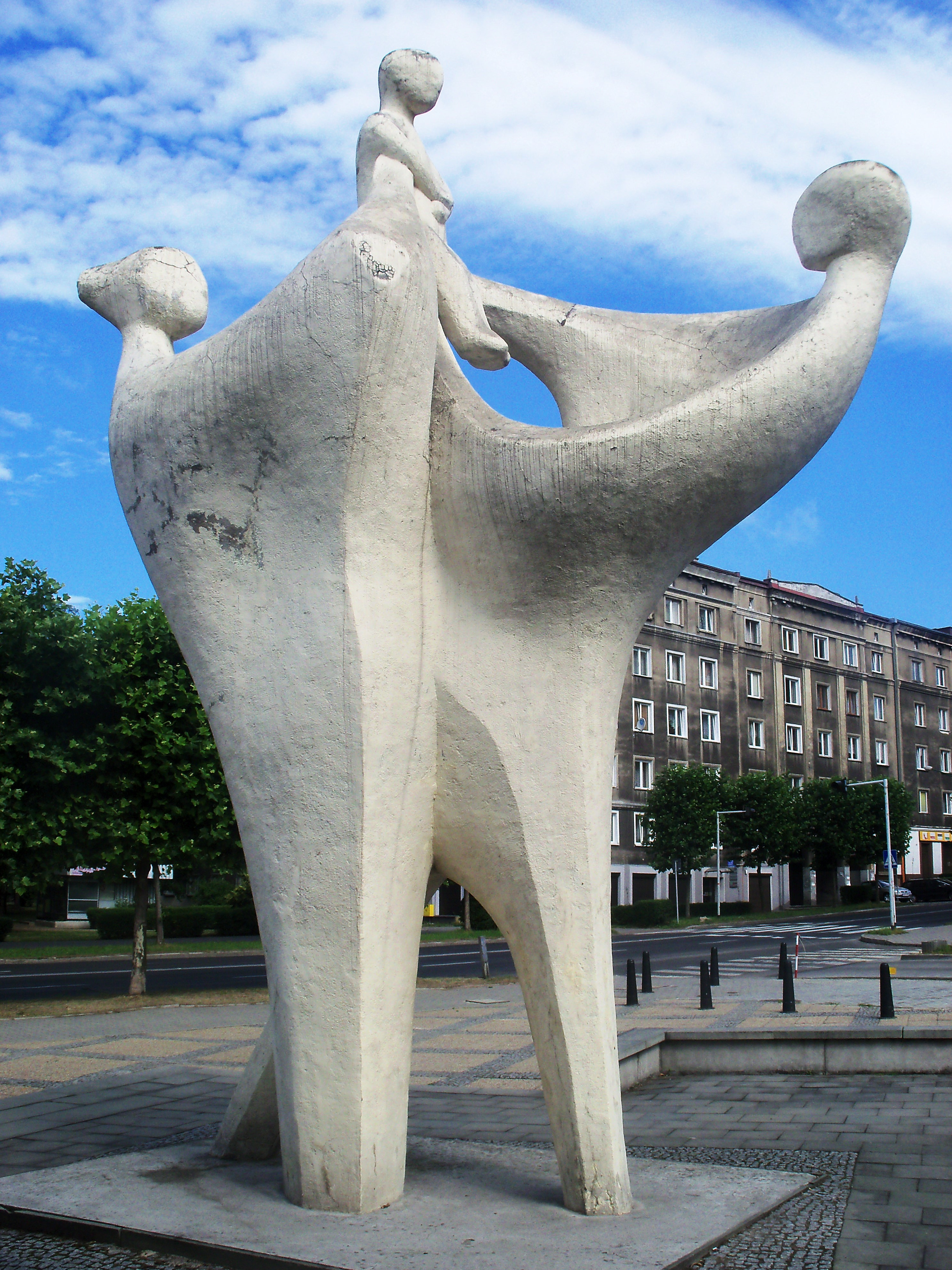
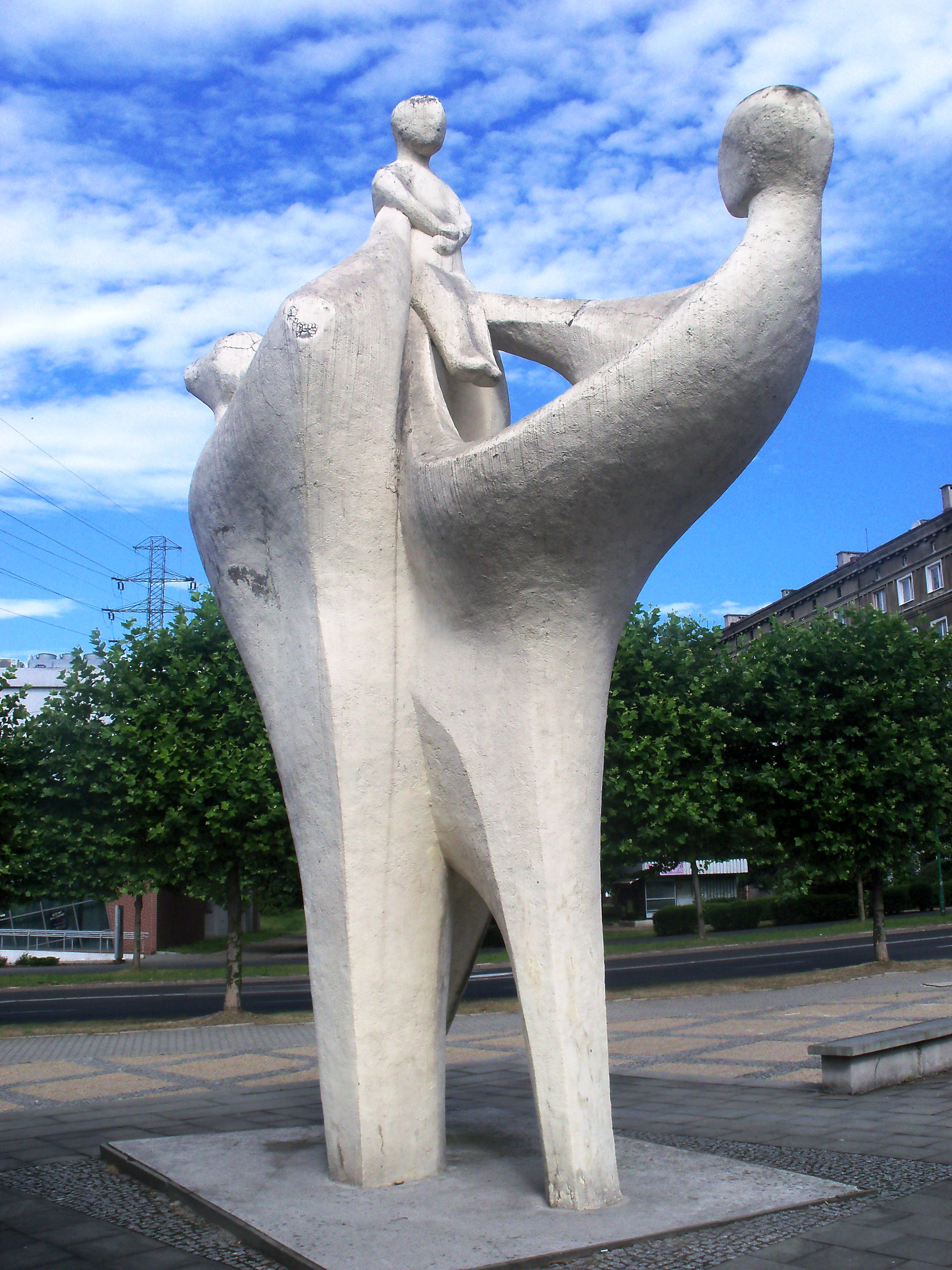
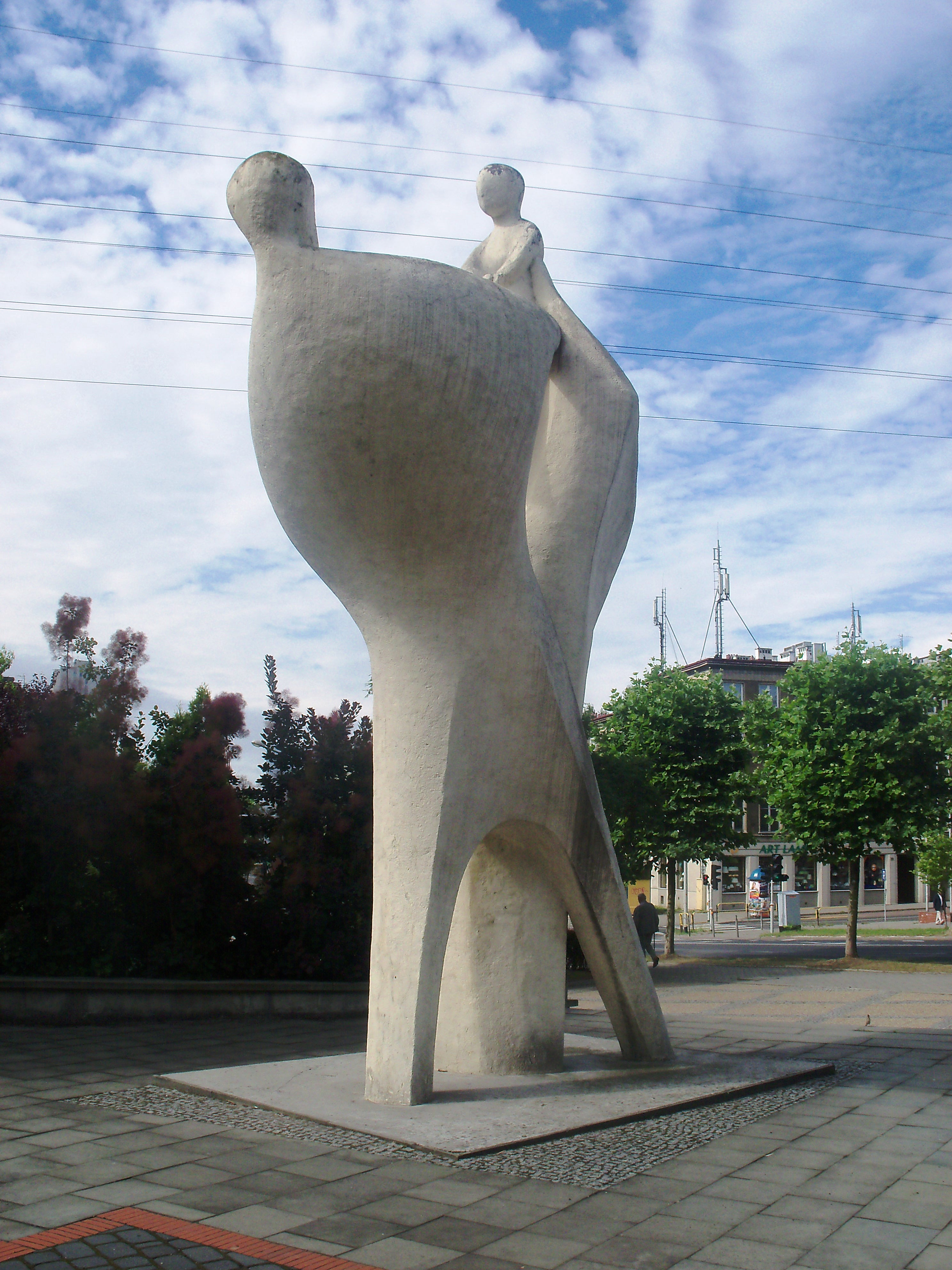